# Hiroshi Kawaguchi
Hiroshi Kawaguchi (川口 博史) (Chiba, 12 april 1965) is een Japans componist van computerspelmuziek.

## Carrière
Kawaguchi startte zijn carrière in 1984 bij Sega als programmeur, maar stapte een jaar later over naar de muziekafdeling en begon muziek te componeren voor diverse computerspellen. Hij is een van de oudste leden van het Sega Sound Team, en een van de weinigen die nog steeds bij Sega werkt vanaf begin jaren 1980.
Kawaguchi werkte regelmatig samen met spelontwerper Yu Suzuki, en is daardoor bekend geworden als componist van enkele zeer bekende arcadespellen zoals Space Harrier, Out Run en After Burner.
Hij speelde in de muziekgroep S.S.T. Band en richtte zijn eigen band op, genaamd [H.].

## Computerspellen (selectie)
- Girl's Garden (1984, als programmeur)
- Hang-On (1985)
- Space Harrier (1985)
- Alex Kidd: The Lost Stars (1986)
- Ghost House (1986)
- Out Run (1986)
- Fantasy Zone (1986)
- After Burner (1987)
- After Burner II (1987)
- Power Drift (1988)
- Turbo Outrun (1989)
- OutRunners (1992)
- SegaSonic the Hedgehog (1993)
- Daytona USA (1993, in samenwerking)
- Virtua Fighter 3 (1996, als muziekprogrammeur)
- Sega Rally 2006 (2006, in samenwerking)
- OutRun 2006: Coast 2 Coast (2006, in samenwerking)
- After Burner Climax (2006)
- Bayonetta (2009, in samenwerking)
- Yakuza 3 (2009, als muziekproducent)
- Yakuza 4 (2010, als muzieksupport)